# Steinfeld (Rijnland-Palts)
Steinfeld is een plaats in de Duitse deelstaat Rijnland-Palts en maakt deel uit van de Landkreis Südliche Weinstraße.
Steinfeld telt 1.820 inwoners.

## Bestuur
De plaats is een Ortsgemeinde en maakt deel uit van de Verbandsgemeinde Bad Bergzabern.